# ハンフリー・ボガート
ハンフリー・ディフォレスト・ボガート（Humphrey DeForest Bogart, 1899年12月25日- 1957年1月14日）は、ニューヨーク出身のハリウッド映画の俳優。愛称はボギー。

## 来歴
ニューヨークにおいて、イングランドとオランダ系の血をひく外科医の父ベルモント・デフォレスト・ボガートと、イングランド系で画家の母、モード・ハンフリーの間に生まれる。父は厳格なプレスビテリアン、母は厳格なエピスコパリアンだった。
家庭が裕福だったこともあり、イェール大学へ進学するよう希望していたが、ボガートは高校を中退。1918年に海軍に入隊するも、3年後に除隊。やがてブルックリンの劇場で舞台に立ち、俳優の道を志す。
1930年にジョン・フォード監督の『河上の別荘』で初出演を果たす。1936年の『化石の森』に出演して以降15年近くにわたり、ワーナー・ブラザースの専属に近い形で俳優活動を行った。
1930年代はギャング映画の敵役を多く演じたが、40歳を過ぎて主演した『ハイ・シェラ』や『マルタの鷹』のようなフィルム・ノワール作品や『カサブランカ』などで、ハードボイルド・スターの地位を確立。後年は演技派としても活躍し、『アフリカの女王』（1951年）ではアカデミー賞主演男優賞を受賞した。
1947年にはハリウッドのマッカーシズムに反対し、傍聴の様子はライフ (雑誌)にも掲載された。
1940年代 - 1950年代を代表する名優として、時代の象徴的存在に挙げられることが多い。1999年にアメリカン・フィルム・インスティチュートが発表した「映画スターベスト100」では男優の1位に輝いている。
晩年に食道癌を宣告され、妻と共に闘病するものの1957年1月14日に永眠する。

## 人物
ボガートはヘビースモーカーとして知られ、また酒豪でもあった。愛飲酒はドランブイ（スコッチウイスキーベースの薬用酒）で、飲んだ量に比例して毒舌が激しくなるといわれた。
ジョン・ヒューストンとも馬が合い、彼の監督デビュー作である『マルタの鷹』をはじめ、『黄金』、『キー・ラーゴ』、『アフリカの女王』、『悪魔をやっつけろ』など、死去するまで数多くの作品で主演を務めた。また、マイケル・カーティスやラオール・ウォルシュとも交流は深かった。
57年の生涯の中で4度結婚をしている。4人目の妻ローレン・バコールとは非常に仲がよく、彼女との間に1男1女をもうけている。バコールの自伝によると、ボガートはその死まで、妻のことを「キッド」と呼んでいたらしい。
「トレンチコートの襟を立て、紙巻きたばこをキザに咥えて吹かす」というボガートの姿を真似する人も多い。なお、正しい「ボガート・スタイル」では、指に挟むのではなく葉巻のように摘まんで持つ。

## 主な出演映画
| 公開年 | 邦題 原題                                       | 役名                                 | 備考                     |
| ------ | ----------------------------------------------- | ------------------------------------ | ------------------------ |
| 1930   | 河上の別荘 Up the River                         | スティーヴ・ジョーダン               |                          |
| 1931   | 肉と霊 Body and Soul                            | ジム                                 |                          |
| 1931   | 各国の女 Women of All Nations                   | ストーン                             | 出演シーン削除           |
| 1931   | 姉妹小町 Bad Sister                             | ヴァレンタイン・コーリス             |                          |
| 1932   | 舗道の三人女 Three on a Match                   | ハーヴ                               |                          |
| 1936   | 化石の森 The Petrified Forest                   | デューク・マンティ                   |                          |
| 1936   | 弾丸か投票か! Bullets or Ballots                | バグス                               |                          |
| 1936   | 太平洋横断機 Across the Pacific                 | ハップ・スチュアート                 |                          |
| 1937   | 札つき女 Marked Woman                           | デヴィッド・グラハム                 |                          |
| 1937   | 倒れるまで Kid Galahad                          | ターキー・モーガン                   |                          |
| 1937   | デッドエンド Dead End                           | ベビーフェイス・マーティン           |                          |
| 1938   | 少年院 Crime School                             | マーク                               |                          |
| 1938   | メン・アー・サッチ・フールズ Men Are Such Fools | ハリー・ギャリオン                   |                          |
| 1938   | 犯罪博士 The Amazing Dr. Clitterhouse           | ロックス・ヴァレンタイン             |                          |
| 1938   | 汚れた顔の天使 Angels with Dirty Faces          | ジェームズ・フレイザー               |                          |
| 1939   | オクラホマ・キッド The Oklahoma Kid             | ウィップ・マッコード                 |                          |
| 1939   | 脱獄者の報酬 You Can't Get Away with Murder     | フランク・ウィルソン                 |                          |
| 1939   | 愛の勝利 Dark Victory                           | マイケル                             |                          |
| 1939   | 彼奴(きやつ)は顔役だ! The Roaring Twenties      | ジョージ・ハリー                     |                          |
| 1939   | 前科者 Invisible Stripes                        | チャック・マーティン                 |                          |
| 1940   | ヴァジニアの血闘 Virginia City                  | ジョン                               |                          |
| 1940   | 田舎町 It All Came True                         | Grasselli/Chips Maguire              |                          |
| 1940   | 顔役 Brother Orchid                             | ジャック・バック                     |                          |
| 1940   | 夜までドライブ They Drive by Night              | ポール・ファブリーニ                 |                          |
| 1941   | ハイ・シェラ High Sierra                        | ロイ・アール                         | 事実上の初主演作品       |
| 1941   | マルタの鷹 The Maltese Falcon                   | サム・スペード                       |                          |
| 1942   | パナマの死角 Across the Pacific                 | リック・レランド                     |                          |
| 1942   | カサブランカ Casablanca                         | リック・ブレイン                     |                          |
| 1943   | サハラ戦車隊 Sahara                             | ジョー・ガン                         |                          |
| 1943   | 北大西洋 Action in the North Atlantic           | ジョー・ルッシ                       |                          |
| 1944   | 渡洋爆撃隊 Passage to Marseille                 | ジャン                               |                          |
| 1944   | 脱出 To Have and Have Not                       | ハリー・モーガン                     |                          |
| 1945   | 追求 Conflict                                   | リチャード・メイソン                 |                          |
| 1946   | 三つ数えろ The Big Sleep                        | フィリップ・マーロウ                 |                          |
| 1946   | 第二の妻 The Two Mrs. Carrolls                  | ジョフリー・キャロル                 |                          |
| 1947   | 潜行者 Dark Passage                             | ヴィンセント・ペリー                 |                          |
| 1948   | 黄金 The Treasure of the Sierra Madre           | ダブス                               |                          |
| 1948   | キー・ラーゴ Key Largo                          | フランク・マクラウド                 |                          |
| 1949   | 暗黒への転落 Knock on Any Door                  | 弁護士アンドリュー・モートン         |                          |
| 1949   | 東京ジョー Tokyo Joe                            | ジョー・バレット                     |                          |
| 1950   | 大空への挑戦 Chain Lightning                    | マット・ブレナン                     |                          |
| 1950   | 孤独な場所で In a Lonely Place                  | ディクソン・スティール               | サンタナ・プロ製作       |
| 1951   | 脅迫者 The Enforcer                             | マーティン・ファーガソン             |                          |
| 1951   | モロッコ慕情 Sirocco                            | ハリー・スミス                       |                          |
| 1951   | アフリカの女王 The African Queen                | チャールズ（チャーリー）・オルナット | アカデミー主演男優賞受賞 |
| 1952   | デッドライン～USA Deadline - U.S.A.             | エド・ハッチソン                     |                          |
| 1953   | 悪魔をやっつけろ Beat the Devil                 | ビリー                               |                          |
| 1954   | ケイン号の叛乱 The Caine Mutiny                 | フィリップ・クイーグ中佐             |                          |
| 1954   | 麗しのサブリナ Sabrina                          | ライナス・ララビー                   |                          |
| 1954   | 裸足の伯爵夫人 The Barefoot Contessa            | ハリー・ドーズ                       |                          |
| 1955   | 俺達は天使じゃない We're No Angels              | ジョセフ                             |                          |
| 1955   | 必死の逃亡者 The Desperate Hours                | グレン・グリフィン                   |                          |
| 1956   | 殴られる男 The Harder They Fall                 | エディ                               |                          |

## 受賞歴

### アカデミー賞
受賞
1952年 アカデミー主演男優賞:『アフリカの女王』
ノミネート
1944年 アカデミー主演男優賞:『カサブランカ』
1955年 アカデミー主演男優賞:『ケイン号の叛乱』

### 英国アカデミー賞
ノミネート
1953年 最優秀外国男優賞:『アフリカの女王』

### ニューヨーク映画批評家協会賞
ノミネート
1942年 主演男優賞:『カサブランカ』、『パナマの死角』

## パロディほか
『勝手にしやがれ』(1959年)
ジャン＝リュック・ゴダールのデビュー作。ハンフリー・ボガートを崇める主人公のミシェルは、マルセイユで自動車を盗み、追ってきた警察官を射殺する…。
『ボギー!俺も男だ』(1973年)
ウッディ・アレンの舞台戯曲を彼自らの脚本・主演で映画化。ボガートへのオマージュに満ちたコメディ映画。
原題 『Play It Again, Sam』 は映画『カサブランカ』が由来なのだが、厳密にはボガートはもちろん作中では誰もこの台詞は口にしていない。物真似芸人がボガートの真似をする際にこの言葉を多用したため、多くの人が「『カサブランカ』の中に登場する台詞」と誤解するにいたった。
『ハリウッドに別れを』(1975年)
アンドリュー・バーグマン作の探偵小説。1950年代のハリウッドが舞台になっており、ボガートが主人公の私立探偵を助ける役回りで登場する。
『名探偵再登場』(1978年)
ニール・サイモン脚本の全編『マルタの鷹』と『カサブランカ』のパロディ。ボガートもどきの迷探偵ルー・ペキンポーをピーター・フォークが嬉々として演じた。同じスタッフで作られた『名探偵登場』(1976年) でもフォークはボガートのパロディ（こちらの探偵の名はサム・スペードならぬサム・ダイヤモンド）を演じている。
『カサブランカ・ダンディ』(1979年)
日本の歌手である沢田研二の26枚目のシングル。「ボギー」が歌詞に登場する。
『哀愁のカサブランカ』(1982年)
バーティ・ヒギンズ (en) の1982年のデビューアルバム (en) のシングル収録曲で、1942年の同名映画へのトリビュート作である『Casablanca』を、同年日本の歌手である郷ひろみがカバーしたもの。 その他、鳥羽一郎の『カサブランカ・グッバイ』(1996年) が男女の別れを描いているが、同映画と関連するかは不明。
『四つ数えろ』(1982年）
スティーブ・マーティン主演のパロディ映画。ボガートらのハードボイルド映画を編集でつなぎ合わせて、マーティンの新作カットを押し込み一本の映画にでっちあげた。マーティンの演じる探偵のキャラクター自体もボガートの真似。
「新・俺がハマーだ!」(1987年）
爆裂刑事スレッジ・ハマーの活躍（？）を描くコメディドラマ・シリーズの第17話「ハマー 俺も男だ!」に、ボルサリーノ帽＆トレンチコートのそっくりキャラクターが登場。停職中に探偵稼業を始めたハマーを事件の真相に導く。セリフ「君の瞳に乾杯」、楽曲「アズ・タイム・ゴーズ・バイ（時の過ぎゆくままに）」のフレーズも。
『ラスト・アクション・ヒーロー』(1993年）
一瞬だけ登場する。セリフはない。

## エピソード
- 日本語吹き替えは、久米明が専任で務めている（次いで大木民夫が起用されていた）が、久米がボガートの吹き替えを始めた頃にはボガードは既に故人であった。
- 松田優作は『探偵物語』で山口剛から「ボギーをイメージして演じてくれ」と言われたが、「そんなにかっこいいか? 捻り鉢巻すれば寿司屋の親父だろ」と拒んでいる。
- ルパン三世において、次元大介がボガートとマリリン・モンローの長年のファンであると話すシーンがある。
- 『太陽にほえろ!』の春日部一刑事のニックネームは、ハンフリー・ボガートの愛称である「ボギー」に因んでおり、劇中でもそれが明確に言及されている。

## Video
- "Humphrey Bogart, Behind the legend"  Documentary 52'